# 香港日本人学校
香港日本人学校（ホンコンにほんじんがっこう、繁体字: 香港日本人學校、英語: Hong Kong Japanese School）は、香港にある日本人学校である。
HONG KONG JAPANESE SCHOOL LIMITEDにより、日本国政府の海外子女教育施策に基づき、香港に在住する日本人の総意によって設置された教育施設であると同時に、香港の法令に基づいて認可された私立学校であり、下記の3つの校舎から成る。
- 香港日本人学校香港校小学部（-ほんこんこうしょうがくぶ、香港日本人學校香港校小學部、Hong Kong Japanese School Primary Section）
- 香港日本人学校大埔校（-たいぽこう、香港日本人學校大埔校、Japanese International School）
- 香港日本人学校香港校中学部（-ほんこんこうちゅうがくぶ、香港日本人學校香港校中學部、Hong Kong Japanese School Junior Secondary Section）

## 概要

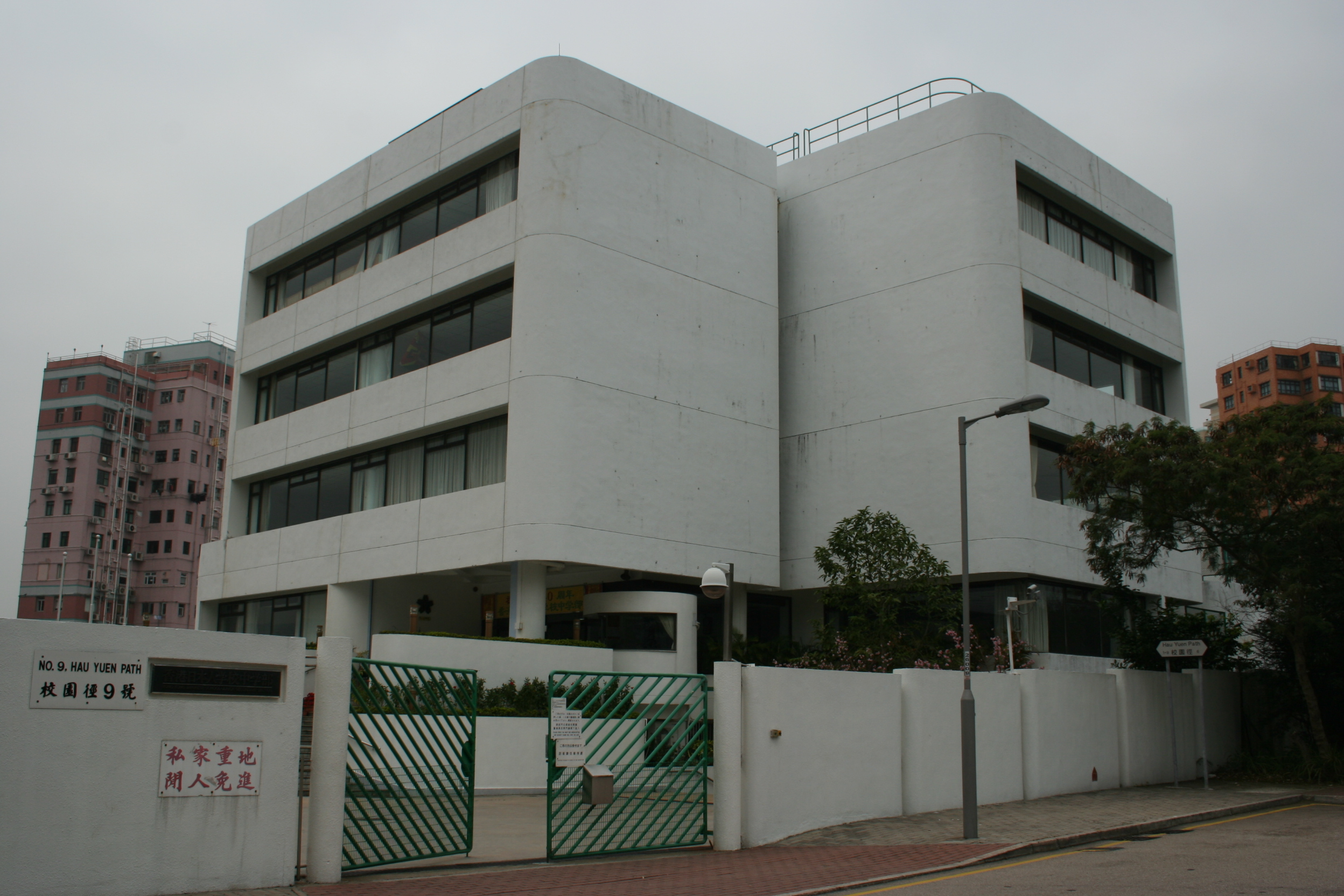
中学部旧校舎。写真は5～8階。山の中腹に立地しており、正面玄関が5階にあるという変則的な構造になっている。

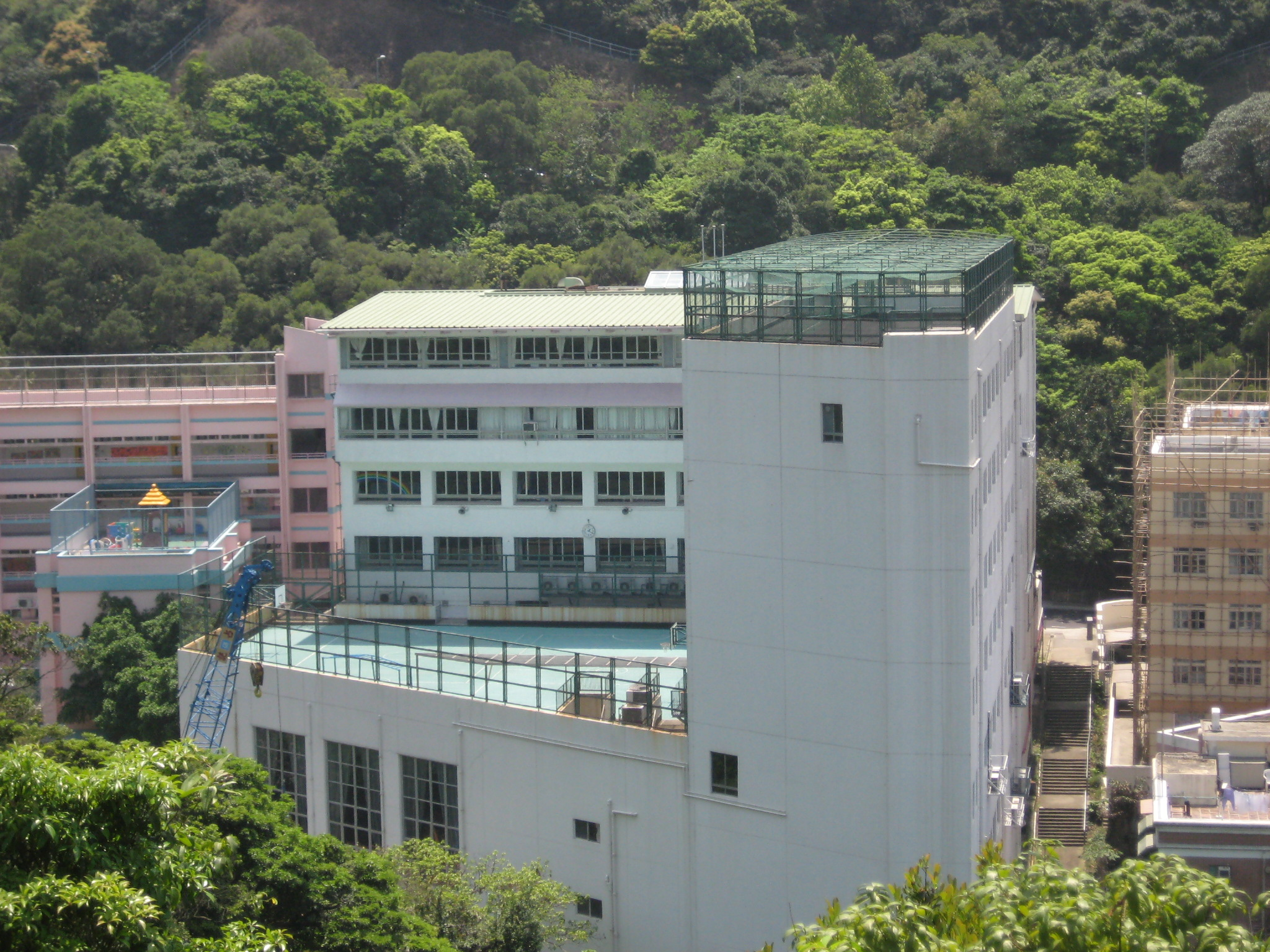
小学部香港校校舎

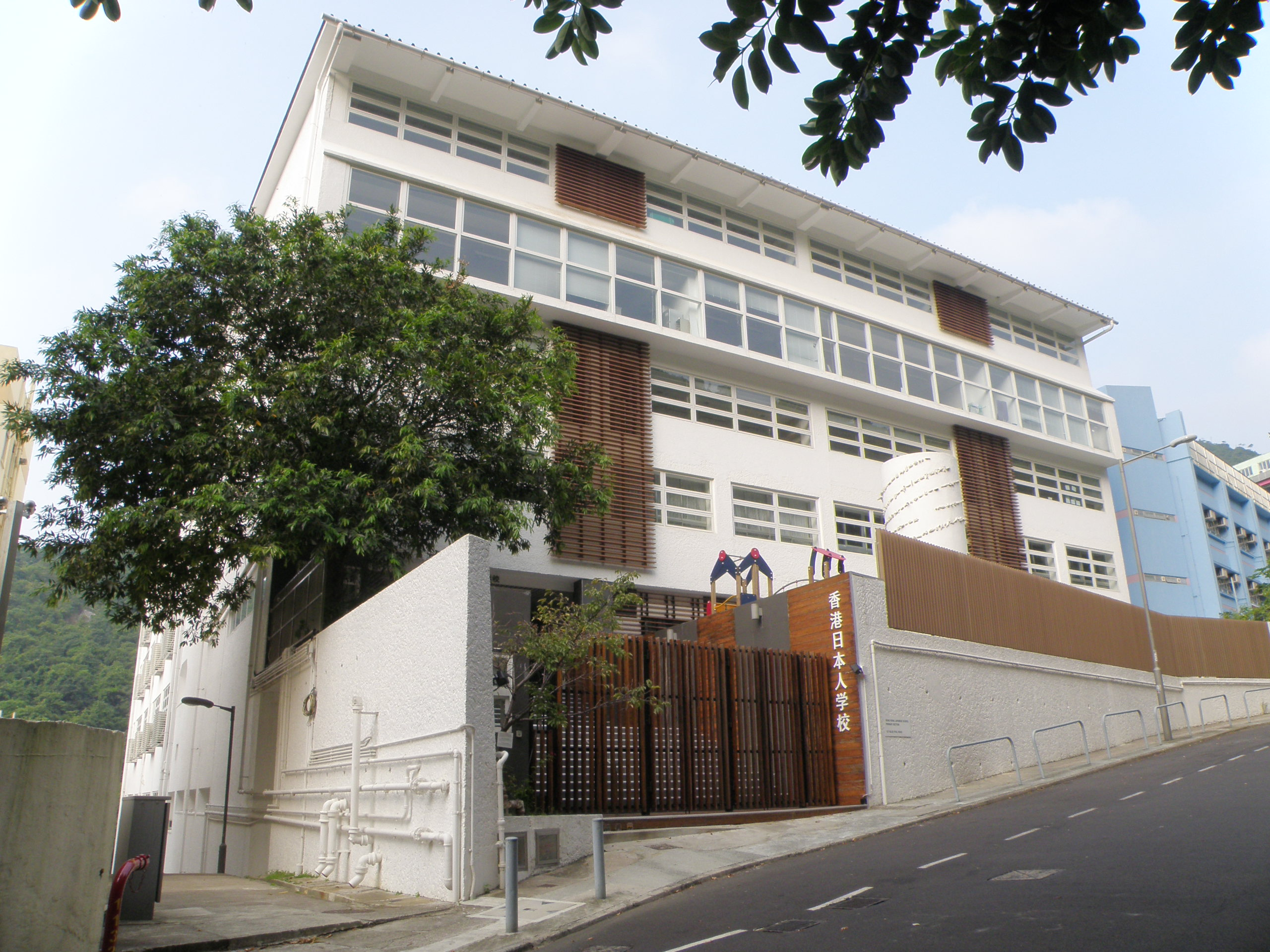
小学部香港校（2015年）

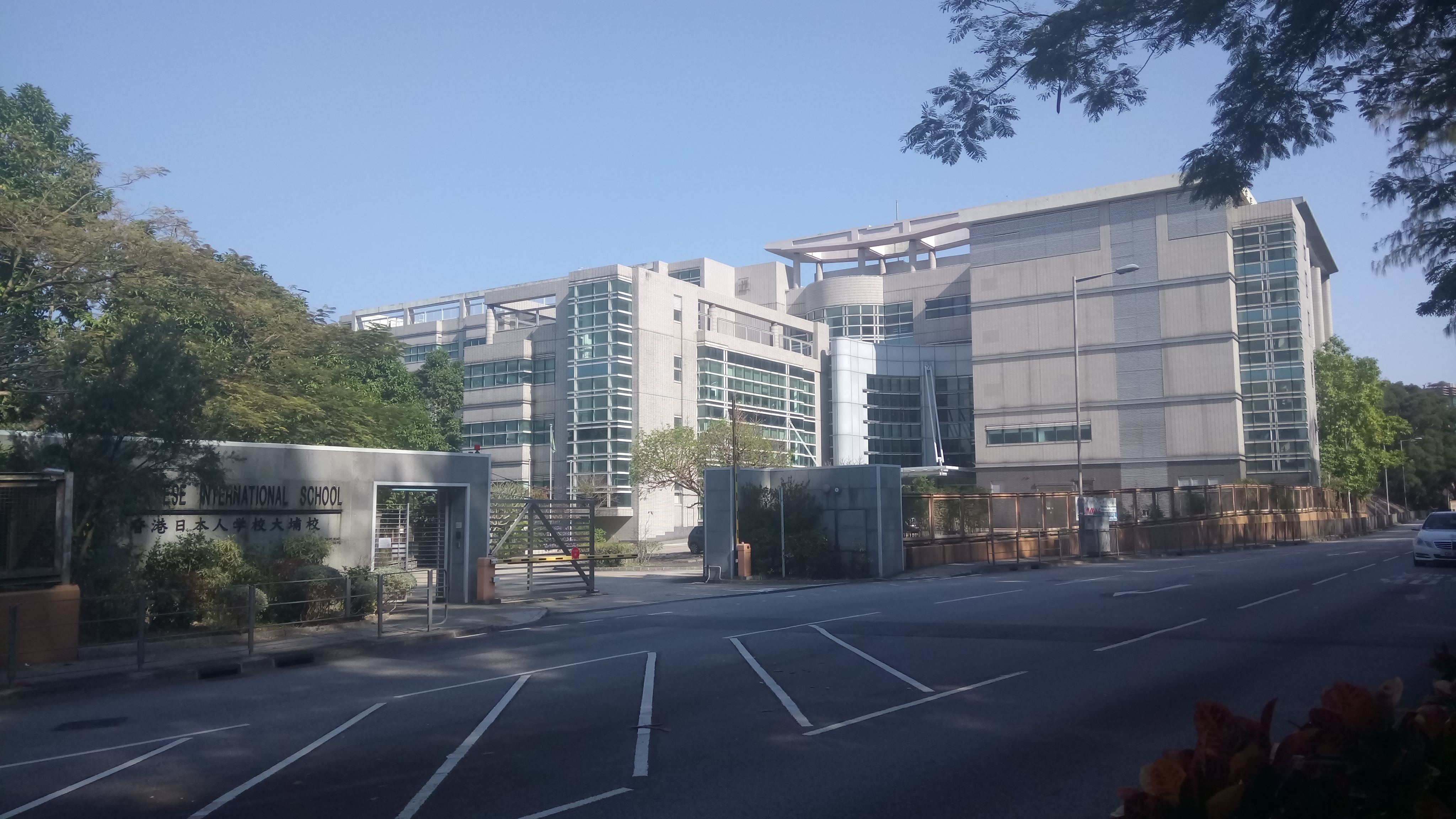
大埔校国際学級

かつては3校舎合わせて1,556人（2006年5月1日現在。公式サイトによる。）の生徒・児童を擁し、世界の日本人学校の中でも有数の規模であった。1990年代には、3校舎合わせて最大で約2100人の生徒・児童数を擁していたというほどであったが、現在の生徒数は3校舎合わせて399人(2025年6月現在)という規模となっている。生徒・児童のほとんどが保護者の海外転勤に伴って入学・転入してくるという事情のため、社会や経済状況の動向が生徒・児童数の増減に大きな影響を与えることがある。例えば、1970年代頃から盛んに行われた日本企業のアジア進出による生徒・児童数の急増や、SARSの影響により日本企業が現地駐在員を引き揚げるなどしたために一時的に減少したことなどがその一例である。
小学部が香港校と大埔校の2校舎に分かれており、原則として香港校には香港島在住の児童が、大埔校には九龍・新界在住の児童が、それぞれ通学することになっている。
大埔校の国際学級以外では、他の日本人学校と同様に日本の文部科学省が定める学習指導要領に則ったカリキュラムで授業が行われており、これに加えて週あたり数時限、英語を母語とする講師による英会話の授業が行われている。教員は、学校長以下原則として日本の文部科学省から海外日本人学校への派遣教員として研修を受けた者が（長期研修の形で）3年の任期で派遣される。これ以外に、英会話の教員として英語を母語とする者等が、必要に応じて学校採用の教員として採用される場合がある。
小学部の校舎は香港校、大埔校共に公共交通機関の便が乏しい場所にあり、生徒・児童の通学範囲が広いため、生徒・児童のうち学校の近所に住んでいる者以外の多くはスクールバスを利用して通学している。それぞれの校舎発着で複数台のバスをチャーターし（一部は校有バス）、日本人が多く在住する地域にバスストップを設けそれらを巡回するルートを定めて運行している。

### 香港校・大埔校の統合
香港日本人学校経営理事会は、2026年4月までに香港校と大埔校の統合を行うことを決議し、2025年2月19日に発表した。統合後は香港校を廃止し、小学部、中学部、国際学級全てが大埔校に集約される形となる。

## 沿革

### 歴史
現在の香港日本人学校は1966年設立だが、これ以前にも香港在住の日本人子女向けの教育施設は存在した。その歴史は1907年（明治40年）設立の香港本願寺小学校まで遡ることができ、第二次世界大戦中の日本軍による香港占領を挟み1945年（昭和20年）9月13日の総督部立香港国民学校の廃校（授業は翌年1月まで継続）に至るまでの間、改称、改組、移転、一時的な閉廃校等があったものの存在し続けた。だが、これらの教育施設と現在の日本人学校の間には直接的な関連はない。
- 1961年（昭和37年）頃 - 香港日本人倶楽部で補習教育が始まる。
- 1965年（昭和40年）11月2日 - 佐々淳行在香港日本国領事などを中心とした香港日本人学校設立準備委員会発足。
- 1966年（昭和41年）5月1日 - 香港島銅鑼湾（Causeway Bay）の希慎道（Hysan Avenue）に開校。当初は小学部のみでの開校で、児童総数70人・教職員10人。校舎は雑居ビルの2フロアを借り切ったものだが、これは当時の香港にあっては特殊な形態ではなく、現地人向けの学校でもこのような形態は（現在でも）存在する。
- 同年10月14日 - 開校式を挙行。
- 1967年（昭和42年）2月22日から24日 - 文化大革命の影響による暴動（六七暴動）の発生に伴い臨時休校。
- 同年4月 - 前年度の小学6年生が進級したことに伴い、中学部課程を新設。
- 1970年（昭和45年）3月20日 - 開校当初から行っていた給食を廃止。香港大丸に委託していたが、児童の増加に対応しきれずに廃止に至ったもの。
- 同年5月2日 - 幼稚部を新設、開園式を挙行。
- 1971年（昭和46年）4月12日 - 児童の増加に伴い、付近の嶺英校舎を借り、一部（幼稚部、小学1、2年）移転。同年5月10日、香港日本人学校新校舎建設準備委員会を設立。
- 1972年（昭和47年）3月10日 - 中学部で初の卒業式を挙行。卒業生3人。
- 1973年（昭和48年）10月15日 - 香港島藍塘道（Blue Pool Road）（現在の小学部香港校の所在地）に新校舎建築開始。地上3階（英国式。日本でいう4階。以下同じ。）・地下1階建て。
- 1974年（昭和49年）12月16日 - 新校舎での学習開始。
- 1978年（昭和53年）7月31日 - 校舎屋上に4階部分（8教室分）の増築工事を開始、翌1979年（昭和54年）4月11日、竣工式。
- 1981年（昭和56年）5月 - 香港島北角（North Point）の寶馬山（Braemer Hill）（現在の中学部の所在地）に中学部の新校舎の建築を開始、起工式を挙行。校舎は鉄筋コンクリート造り8階建て（中学部校舎の階数表記は、日本と同様に地上階を1階とするもの）。
- 1982年（昭和57年）8月11日 - 中学部新校舎の竣工式を挙行。同月27日、新校舎での始業式。10月23日、校舎落成祝賀式を挙行。
- 1986年（昭和61年）3月31日 - 幼稚部を廃止。
- 1988年（昭和63年） - 小学部（現在の小学部香港校）の増築工事開始。それまでの校舎の平屋建て部分・地下プール・校庭等を取り壊し、旧校舎の北東側に、地上4階・地下2階の校舎（屋上グラウンド、普通教室16教室、職員室・校長室、屋内温水プール、体育館等を収容）を新築するもの。これに先立ち、カーパーク内に仮校舎（地上2階建て）を建設。
- 1989年（平成元年） - 小学部新校舎竣工。3月の卒業式は、改築された体育館で挙行された。
- 同年 - 6月4日に北京で発生した六四天安門事件の影響により中学部2年生の北京への修学旅行が中止される。翌1990年（平成2年）2月、行き先をタイ王国に変更して修学旅行が実施される。
- 1997年（平成9年） - 大埔校開校。
- 2002年（平成14年）4月 - 小学部の学区域制が施行され、原則として香港校には香港島在住者が、大埔校には九龍・新界在住者が、それぞれ通学するものとした。但し、経過措置として新たに設定された学区を超えて既に通学していた者は、従来どおりの校舎に通学するものとされた。
- 2006年（平成18年）10月 - 小学部香港校及び中学部の創立40周年、大埔校10年目を記念して式典が行われる。また、希望者にはDVD（有料）が配布された。なお、そのときの理科の教員により、「和み池」完成。名前は生徒からの応募で決定。
- 2007年（平成19年）- 北京オリンピック、北京パラリンピックの影響で修学旅行が3泊4日となる。翌年も同様。
- 2009年（平成21年）- 世界的にインフルエンザが流行し休校。そのため中学部2年生の北京への修学旅行が中止される。しかしシンガポール・マレーシアへの変更が決まり、12月に4泊5日で実施される。
- 2010年（平成22年）- 中学部に初めて中間テストが実施される。大埔校修学旅行の行き先が上海から北京に変更された。
- 2018年（平成30年）3月 - 中学部が校舎を閉じて小学部香港校に移転された。
- 2020年（令和2年）- 世界的に新型コロナウイルスが流行し休校やオンライン授業が続く。そのため、中学部2年生の西安への修学旅行が一旦はバンコクに変更されたものの、中止された。行事はひとつも行われず、卒業式はオンライン形式で行われた。
- 2026年（令和8年）4月（予定）- 香港校と大埔校を統合予定。小学部、中学部、国際学級全てが大埔校に集約される。

### 歴代校長
校長は、他の教員と同様に日本の文部科学省から3年の任期で派遣される。
第13代原校長までは1人の校長が小・中学部の校長を兼任していたが、第14代からはそれぞれに校長が派遣されるようになった。なお、現在は再び小・中学部の校長が兼任となった。また、大埔校には開校当初から大埔校校長として派遣されている。
- 小学部（大埔校開校後は小学部香港校）
  - 初代 - 阿部信行
  - 2代 - 鈴木信男
  - 3代 - 風間隆
  - 4代 - 渡辺佑典
  - 5代 - 佐藤豊
  - 6代 - 丸山博
  - 7代 - 長尾潔
  - 8代 - 倉山久信
  - 9代 - 仕入栄二
  - 10代 - 木戸忠志（1992年（平成4年）4月、3年の任期で着任したが、同年6月頃離任・帰国。同年8月の小橋校長着任までの間、小学部・中学部の各教頭が校長職務を代行。）
  - 11代 - 小橋一隆
  - 12代 - 加来明博
  - 13代 - 原泰弘
  - 14代 - 今井忠男
  - 15代 - 浦幸子
  - 16代 - 南口研司
  - 17代 - 鈴木洋一

- 中学部
  - （第13代までは小学部校長と同じ）
  - 14代 - 櫻井郁男
  - 15代 - 城間幹子
  - 16代 - 松丸晴美
  - 17代 - 佐藤亨

- 大埔校
  - 初代 - 中尾敦子
  - 2代 - 佐藤勉
  - 3代 - 上田龍之
  - 4代 - 淺木賢介
  - 5代 - 高尾稔

## 著名な出身者・関係者
- 佐藤俊吉 - NHKアナウンサー。中学部に在学。
- 竹内高 - イラストレーター、キャラクターデザイナー。中学部に在学。
- 藤森慎吾 - お笑いコンビ「オリエンタルラジオ」のメンバー。中学部に在学。
- 小椋佳 - 歌手・作曲家。香港日本人学校小学部大埔校校歌を作詞・作曲。
- 佐々淳行 - 元警察官僚、評論家。警察庁から外務省へ出向し、在香港日本国総領事館領事として勤務していた頃、日本人学校設立準備委員会委員として香港政庁の教育・税務当局との交渉や定款の起草などにあたったほか、設立後も領事としての任期中（1967年度（昭和42年度）まで）は香港日本人学校経営理事会理事として学校の初期の運営に携わった。
- 城間幹子 - 第32代沖縄県那覇市長。中学部の第15代校長。日本帰国後に那覇市教育委員会学校教育部長などを経て、2014年に那覇市長選挙に立候補、同年11月に当選。
- 服部良一 - 作曲家。香港日本人学校校歌、香港日本人学校の歌（後に中学部の事実上の校歌となり、定着して中学部の正式な校歌となり現在に至る）を作曲。